# Gobo (Camerún)
Gobo es una comuna camerunesa perteneciente al departamento de Mayo-Danay de la región del Extremo Norte.
En 2005 tenía 53 119 habitantes, de los que 13 747 vivían en la capital comunal homónima.
Se ubica en la esquina suroriental de la región y su territorio es fronterizo por el noreste y sur con la región chadiana de Mayo-Kebbi Este.

## Localidades
Comprende, además de la ciudad de Gobo, las siguientes localidades:
- Baïka
- Bastébé
- Dabana
- Bigui
- Dina
- Dobona
- Djelmé
- Dom
- Dom Aïdi
- Dom Soulkou
- Dom Tchantchès
- Dongo
- Dompya
- Galam
- Gobo Gaïoua
- Gobo I
- Gononda
- Goukka
- Guimri
- Guimri II
- Guirou
- Hollom Ndogpassou
- Kalak
- Karam
- Karam II
- Kaygue
- Koromba
- Massa Goudaîta
- Massa Yika
- Mislippi
- Mongui Mbassa
- Naykissia
- Nouldayna
- Polgué
- Séguélo
- Tchekéta
- Yakréo